# Brenda Schultz-McCarthy
Brenda Schultz-McCarthy (nació el 28 de diciembre de 1970) es una extenista neerlandesa. Principalmente conocida por su nombre de soltera Brenda Schultz, se casó con Sean McCarthy, ex fútbol americano jugador en la Universidad de Cincinnati, el 8 de abril de 1995 y adoptó su apellido. Schultz era conocida por su potente servicio.

## Finales de Grand Slams

### Dobles (0)

#### Finalista (1)
| Año  | Campeonato                | Pareja        | Rivales                        | Marcador |
| 1995 | Abierto de Estados Unidos | Rennae Stubbs | Gigi Fernández Natasha Zvereva | 5-7, 3-6 |

## Títulos WTA

### Individual
| Leyenda                     |
| --------------------------- |
| Grand Slam (0–0)            |
| WTA Tour Championship (0–0) |
| Tier I (0–1)                |
| Tier II (0–0)               |
| Tier III (5–3)              |
| Tier IV & V (2–5)           |

| Resultado   | N.º | Fecha                  | Torneo                        | Superficie    | Oponentes           | Resultado          |
| ----------- | --- | ---------------------- | ----------------------------- | ------------- | ------------------- | ------------------ |
| Subcampeona | 1.  | 28 de febrero de 1988  | Oklahoma City, USA            | Carpet (i)    | Lori McNeil         | 3–6, 2–6           |
| Subcampeona | 2.  | 24 de abril de 1988    | Taipéi, Taiwán                | Carpet (i)    | Stephanie Rehe      | 4–6, 4–6           |
| Subcampeona | 3.  | 8 de enero de 1989     | Brisbane, Australia           | Dura          | Helena Suková       | 6–7(6), 6–7(6)     |
| Campeona    | 1.  | 25 de agosto de 1991   | Schenectady, Estados Unidos   | Dura          | Alexia Dechaume     | 7–6(5), 6–2        |
| Campeona    | 2.  | 14 de junio de 1992    | Birmingham, Reino Unido       | Césped        | Jenny Byrne         | 6–2, 6–2           |
| Subcampeona | 4.  | 12 de julio de 1992    | Palermo, Italia               | Tierra batida | Mary Pierce         | 1–6, 7–6(3), 1–6   |
| Subcampeona | 5.  | 30 de agosto de 1992   | Chenectady, Estados Unidos    | Dura (i)      | Barbara Rittner     | 6–7(3), 3–6        |
| Campeona    | 3.  | 2 de mayo de 1993      | Taranto, Italia               | Tierra batida | Debbie Graham       | 7–6(7–5), 6–2      |
| Subcampeona | 6.  | 27 de febrero de 1994  | Oklahoma City, Estados Unidos | Hard (i)      | Meredith McGrath    | 6–7(6), 6–7(4)     |
| Subcampeona | 7.  | 15 de mayo de 1994     | Berlin, Alemania              | Tierra batida | Steffi Graf         | 6–7(6–8), 4–6      |
| Subcampeona | 8.  | 11 de julio de 1994    | Palermo, Italia               | Tierra batida | Irina Spîrlea       | 4–6, 6–1, 6–7(5–7) |
| Subcampeona | 9.  | 6 de noviembre de 1994 | Quebec City, Canadá           | Carpet (i)    | Katerina Maleeva    | 3–6, 3–6           |
| Campeona    | 4.  | 19 de febrero de 1995  | Oklahoma City, Estados Unidos | Dura (i)      | Elena Likhovtseva   | 6–1, 6–2           |
| Campeona    | 5.  | 5 de noviembre de 1995 | Quebec City, Canadá           | Dura (i)      | Dominique Monami    | 7–6(7–5), 6–2      |
| Campeona    | 6.  | 25 de febrero de 1996  | Oklahoma City, Estados Unidos | Dura (i)      | Amanda Coetzer      | 6–3, 6–2           |
| Campeona    | 7.  | 26 de octubre de 1997  | Quebec City, Canadá           | Dura (i)      | Dominique Van Roost | 6–4, 6–7(4), 7–5   |